# Jože Plečnik

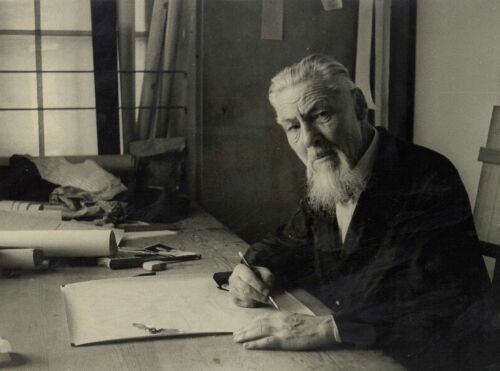
Jože Plečnik v roce 1943

Jože Plečnik, v Česku známý též jako Josip Plečnik, (23. ledna 1872 v Lublani – 7. ledna 1957 tamtéž) byl slovinský architekt a urbanista, který svou prací ve 20. a 30. letech 20. století pro československou prezidentskou kancelář významně přispěl k současnému vzhledu Pražského hradu. Významně ovlivnil také své rodné město, které díky tomu bylo zapsáno na seznam světového dědictví UNESCO.

## Dětství a studia
Narodil se jako třetí ze čtyř dětí v rodině Andreje a Heleny Plečnikových. Podle přání otce měl převzít rodinnou truhlářskou dílnu. Ve škole příliš neprospíval, jeho slabinou byly zejména exaktní předměty. Už od dětství velice rád kreslil. Tuto zálibu musel ovšem často skrývat před otcem, který se obával, aby se z jeho syna nestal bohém.
Díky státnímu stipendiu se v roce 1888 dostal na průmyslovou školu ve Štýrském Hradci, kde studoval truhlářství a příbuzné obory. Zde se dostal do kontaktu se studenty stavitelství. Naučil se od nich tolik, že ho profesor Leopold Theyer přijal jako kresliče do svého ateliéru. Studoval na vídeňské umělecké akademii pod vedením Otto Wagnera.
Nečekaná smrt jeho otce (mezi roky 1889–1892) zapříčinila to, že se z něj nestal truhlář, ale světoznámý architekt. Matka se starším bratrem se shodli na tom, že na převzetí otcovy dílny je ještě příliš mladý. V roce 1892 odjel do Vídně, kde dva roky pracoval v továrně na nábytek k.k. Hof-Bau-Kunsttischlerei J. W. Müller. Byla to pro něj dobrá, i když velmi tvrdá škola a sám na toto období svého života vzpomínal jen velice nerad.
Koncem roku 1920 byl jmenován profesorem architektury na nově založené universitě v Lublani. Oproti pražské zde panovaly zcela odlišné poměry. Škola nedisponovala velkými financemi, chyběly prostory, odborná literatura. Vyprojektoval tedy skromnou jednopodlažní budovu v Aškenazově ulici a na podzim následujícího roku v ní přivítal první studenty. Ve dvacátých letech dvacátého století byl z popudu prezidenta nové republiky T. G. Masaryka pozván do Prahy, aby pracoval na obnově Pražského hradu a později i úpravách lánského zámku.

## Dílo

### Vídeň
- Langerova vila (1901)
- Zacherlův palác (1905)
- kašna Karla Boromejského (1906)
- kostel sv. Ducha (1910–1913)
- Guttenbergův pomník (1898, sochař Othmar Schimkowitz)
- vily na předměstí (od 1901)

### Česko
- Pražský hrad, adaptace a úpravy: rekonstrukce I. a III. nádvoří, návrh jižních zahrad, úpravy a doplnění interiérů (1920–1934) – úprava I. nádvoří včetně praporových stožárů před Matyášovou branou (1922–1923), úprava bytu prezidenta (1921–1924), úpravy zahrad Rajské, Na valech a Na baště (1921–1931) vč. vyhlídkového altánu, vyhlídkových teras a zimní zahrady u jižních zahrad, severní průčelí Španělského sálu (1923–1925), sloupová síň Bellevue pod Ústavem šlechtičen (1924–1925), vstupní sloupová síň ke Španělskému sálu u Matyášovy brány (1927–1929), monolit z mrákotínské žuly 18 m vysoký a dlažba III. nádvoří vč. přístřešku nad vykopávkou baziliky sv. Víta a kaple sv. Mořice (1928–1932), Býčí schodiště
- Praha, Vinohrady, kostel Nejsvětějšího Srdce Páně (1928–1932)
- Praha, Staré Město, nárožní dům v Žatecké ul. /Žatecká 2, Platnéřská 17/,(1913–1914) s Ladislavem Skřivánkem)
- Praha, obora Hvězda, koncept pro úpravu, realizoval Pavel Janák v 50. letech
- Broumov, pomník továrníka J. Edlera von Schroll (1901, sochař Othmar Schimkowitz),
- Křivoklát, hrobka Emila Kratochvíla na lesním hřbitově (1912)
- Lány, prezidentský zámek, úprava interiérů a parku (1922–1923, 1929)

### Lublaň

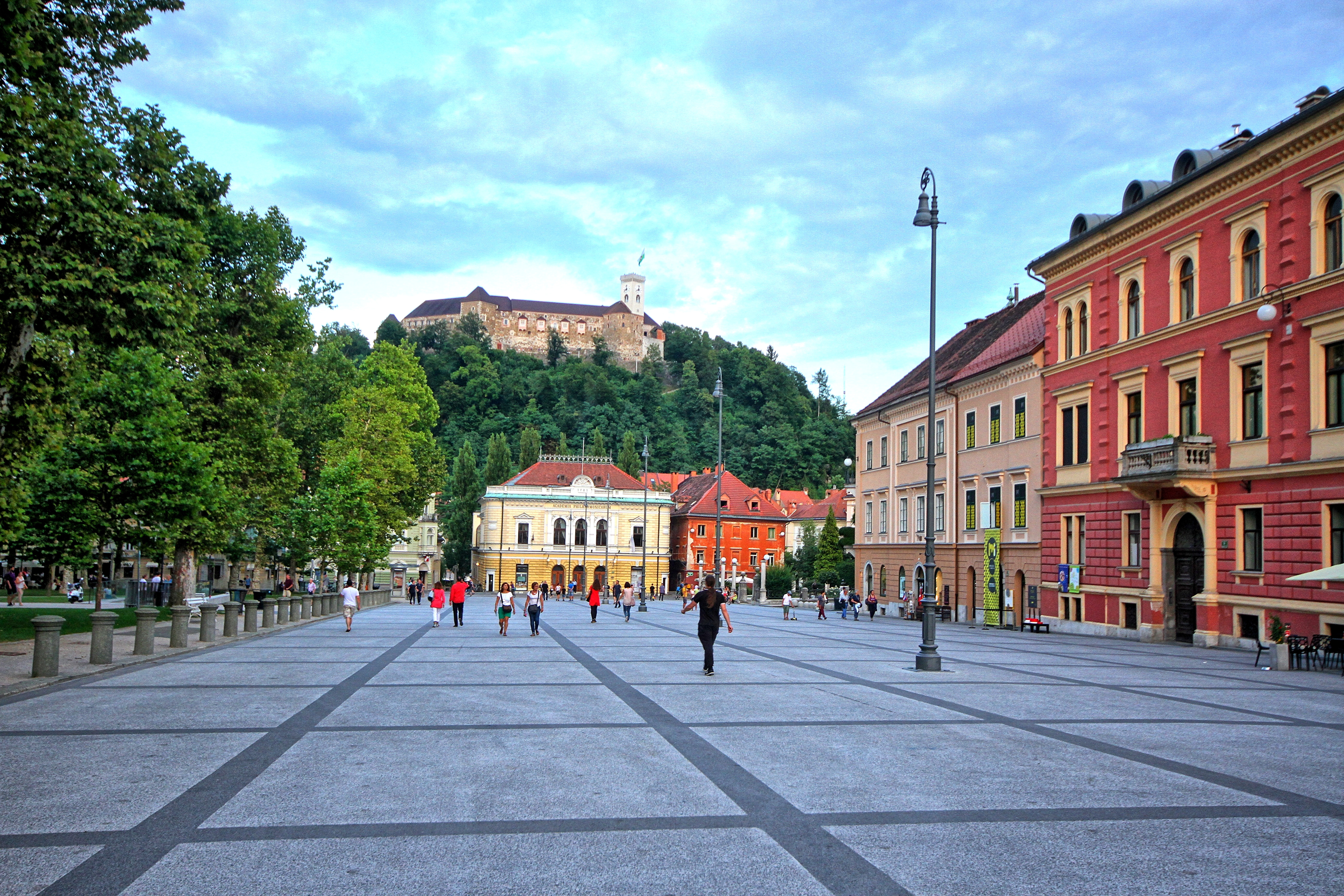
ulice Vegova

Projekty a urbanistické studie rodného města, jejíž podobu významně ovlivnil (plán regulace města 1928–1929):
- Trojmostí (1929–1932)
- park Tivoli (1931)
- kostel sv. Cyrila a Metoděje (1933–1934)
- Kněžský seminář (1936–1941)
- Národní a univerzitní knihovna (projekt 1930–1931, realizace 1936–1941)
- přestavba domu (včetně interiéru) rodiny Prelovšeků (1932–1933)
- letní divadlo Križanke (1952–1956)
- dále stadion, rekonstrukce Křižovnického náměstí, obytné budovy, hřbitov, pomníky, kašny, mříže, osvětlovací tělesa, interiéry aj.

V roce 2021 byly nejvýznamnější autorovy stavby v Lublani zapsány na seznam světového kulturního UNESCO. Zdůvodní zápisu znělo: Plečnikovy stavby představují příklad urbanistického designu zaměřeného na člověka, který postupně změnil identitu města po rozpadu Rakousko-Uherska, kdy se změnilo z provinčního města na reprezentativní hlavní město slovinského národa. Architekt přispěl k této proměně svou osobní, hluboce lidskou vizí města, založenou na architektonickém dialogu se starším městem a zároveň sloužícím potřebám vznikající moderní společnosti 20. století. Pod ochranou UNESCO je několik veřejných prostranství (náměstí, parky, ulice, promenády, mosty) a budov veřejných institucí, které byly citlivě začleněny do již existujícího městského, přírodního a kulturního kontextu a přispěly k nové identitě města. Tento vysoce kontextuální urbanistický přístup, stejně jako Plečnikův osobitý architektonický styl, se vymykají ostatním převládajícím modernistickým principům své doby. UNESCO zapsalo celkem sedm lokalit:
- Trnovský most
- zelená promenáda podél Vegovy ulice (včetně Národní a univerzitní knihovny)
- promenáda podél nábřeží a mosty na řece Ljubjanici
- římské hradby v Mirje
- kostel svatého Michaela
- kostel svatého Františka z Assisi
- Plečnikove Žale - vstupní objekt centrálního hřbitova

### Další
- Trnovo, vlastní dům (1924–1925)
- Bělehrad, projekt kostela sv. Antonína (1929–1932).

### Nerealizováno
- nerealizovaná budova Skupščiny SR Slovinsko, tzv. „Katedrála svobody“ (1947)

### Restaurování
Restaurování kostelů ve Slovinsku, Chorvatsku a Srbsku: v Bogojině, Trsatu, Prekmurju, Bělehradu a posléze v Záhřebu (1947)

## Fotogalerie

### Praha

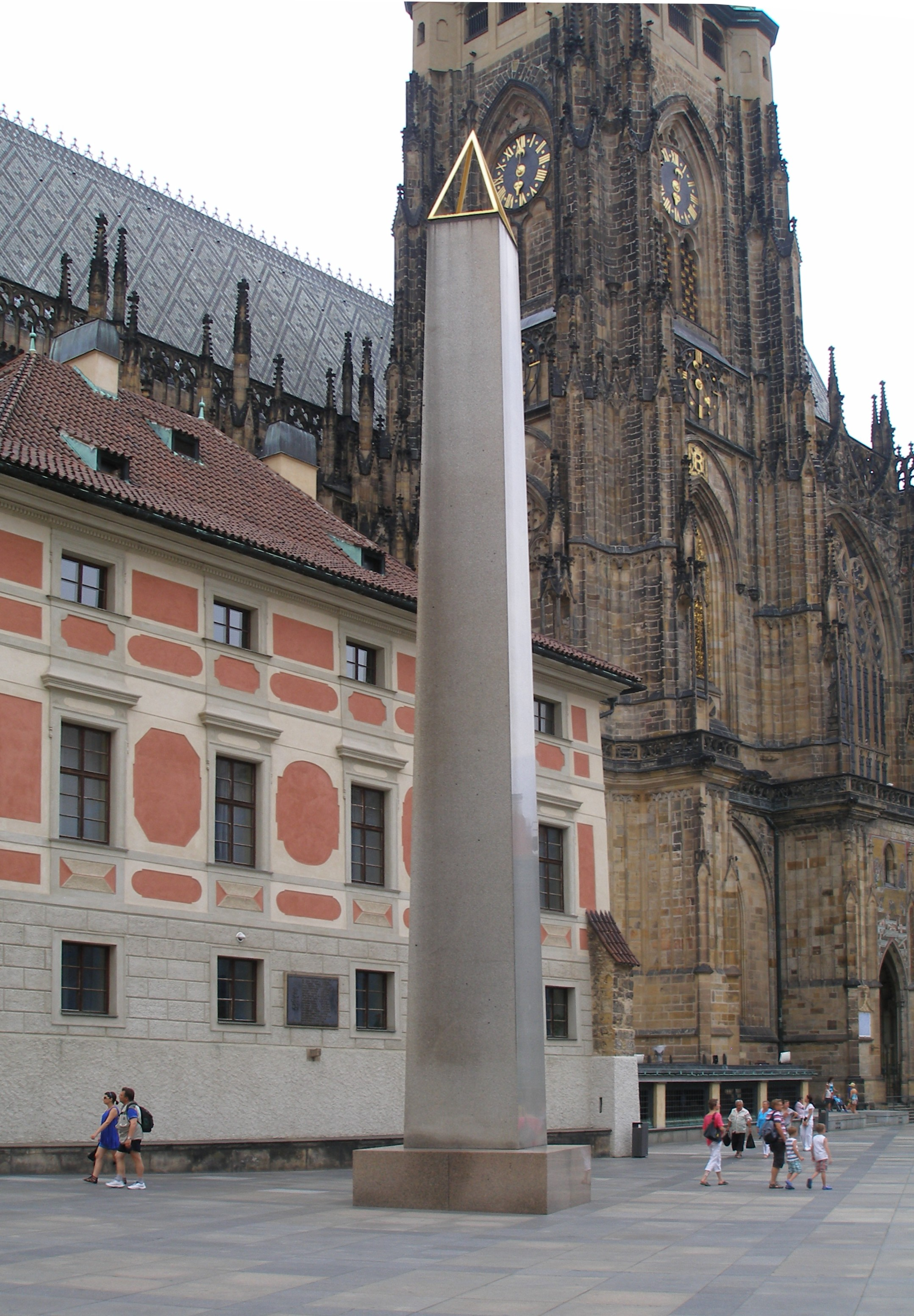
Obelisk na III. nádvoří u Starého proboštství 1924-1928
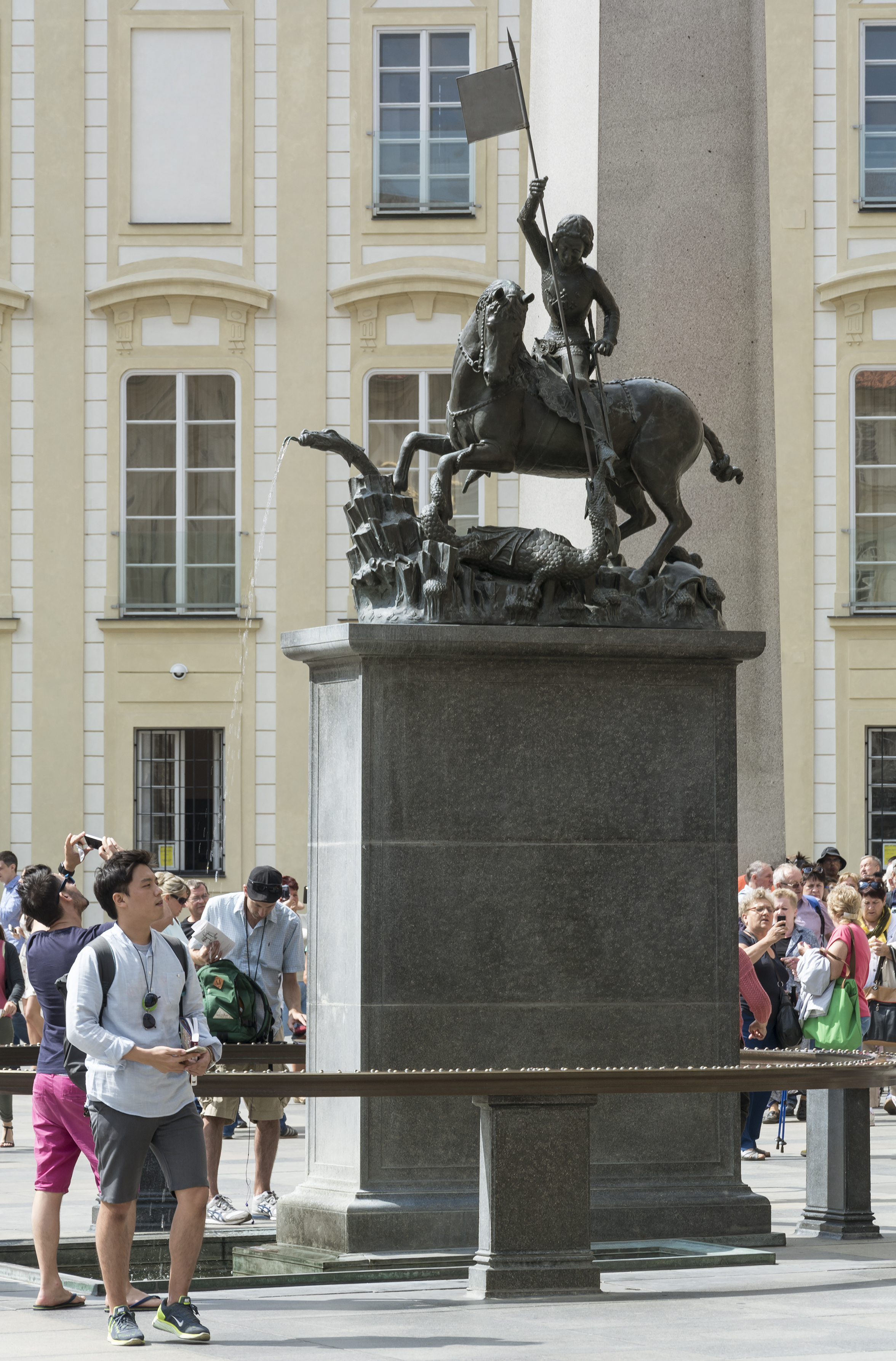
Kašna pod sochou sv. Jiří, 1929-30
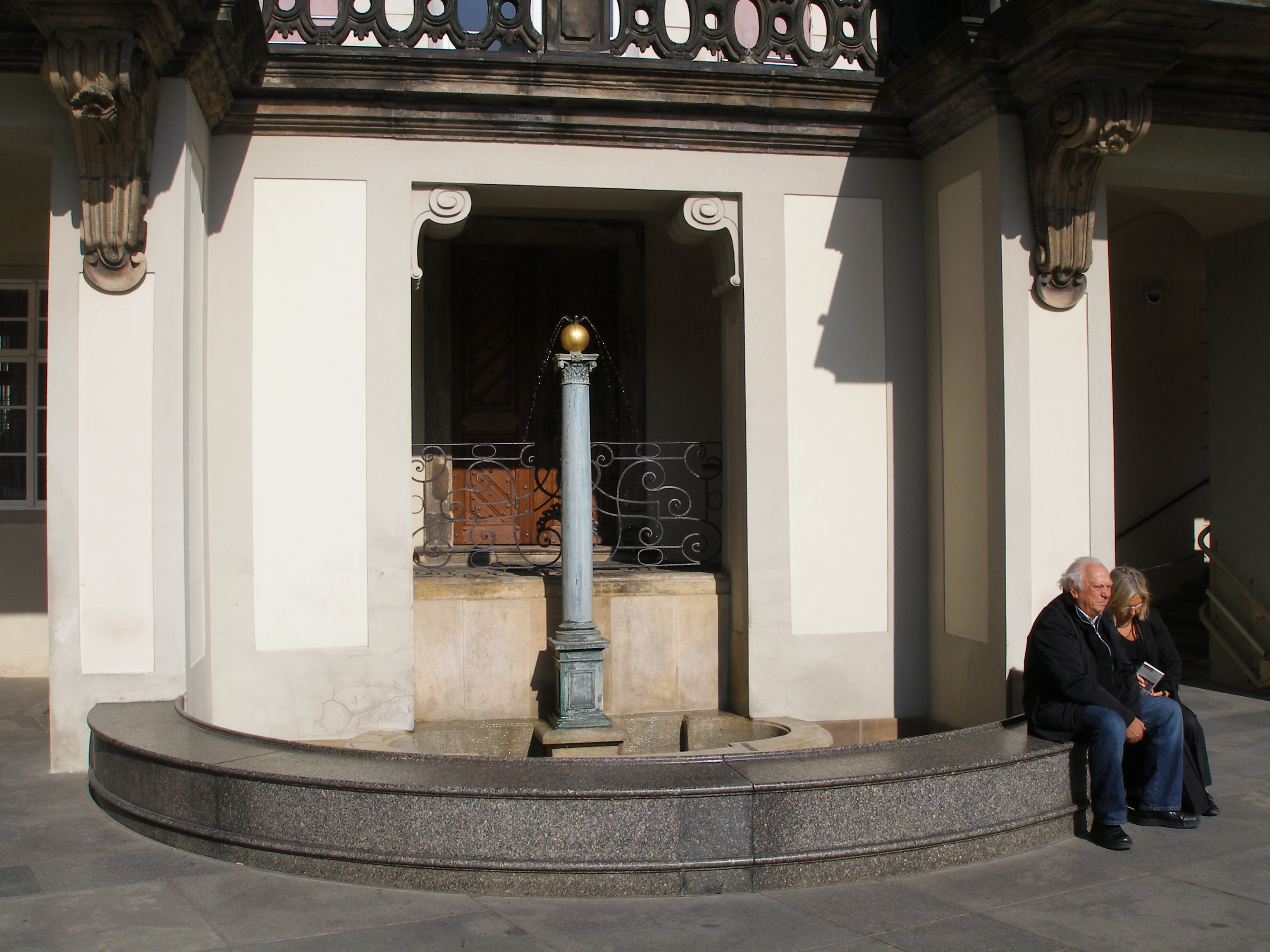
Orlí kašna, 3. nádvoří, 1927-28
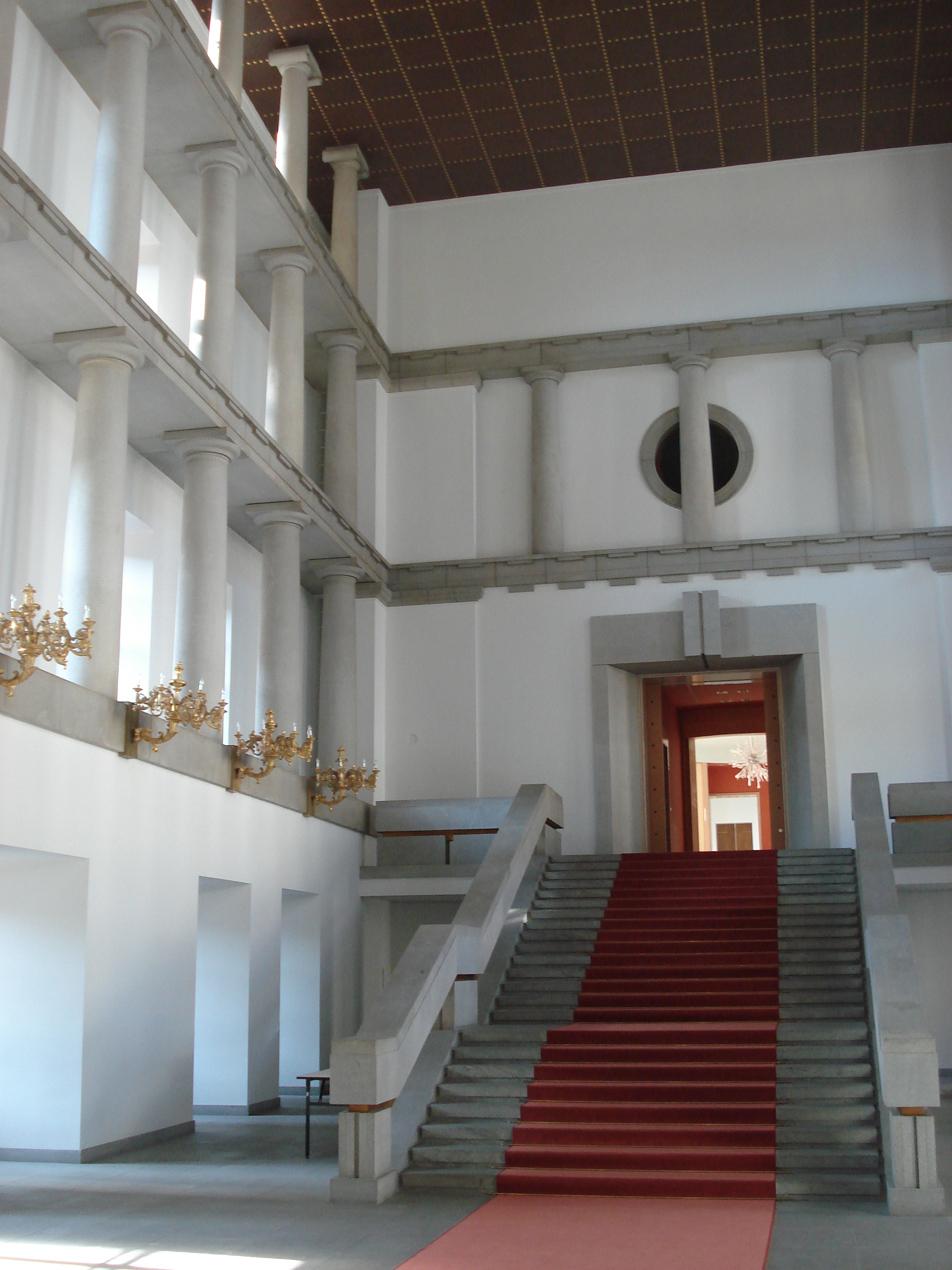
Sloupová síň Pražského hradu
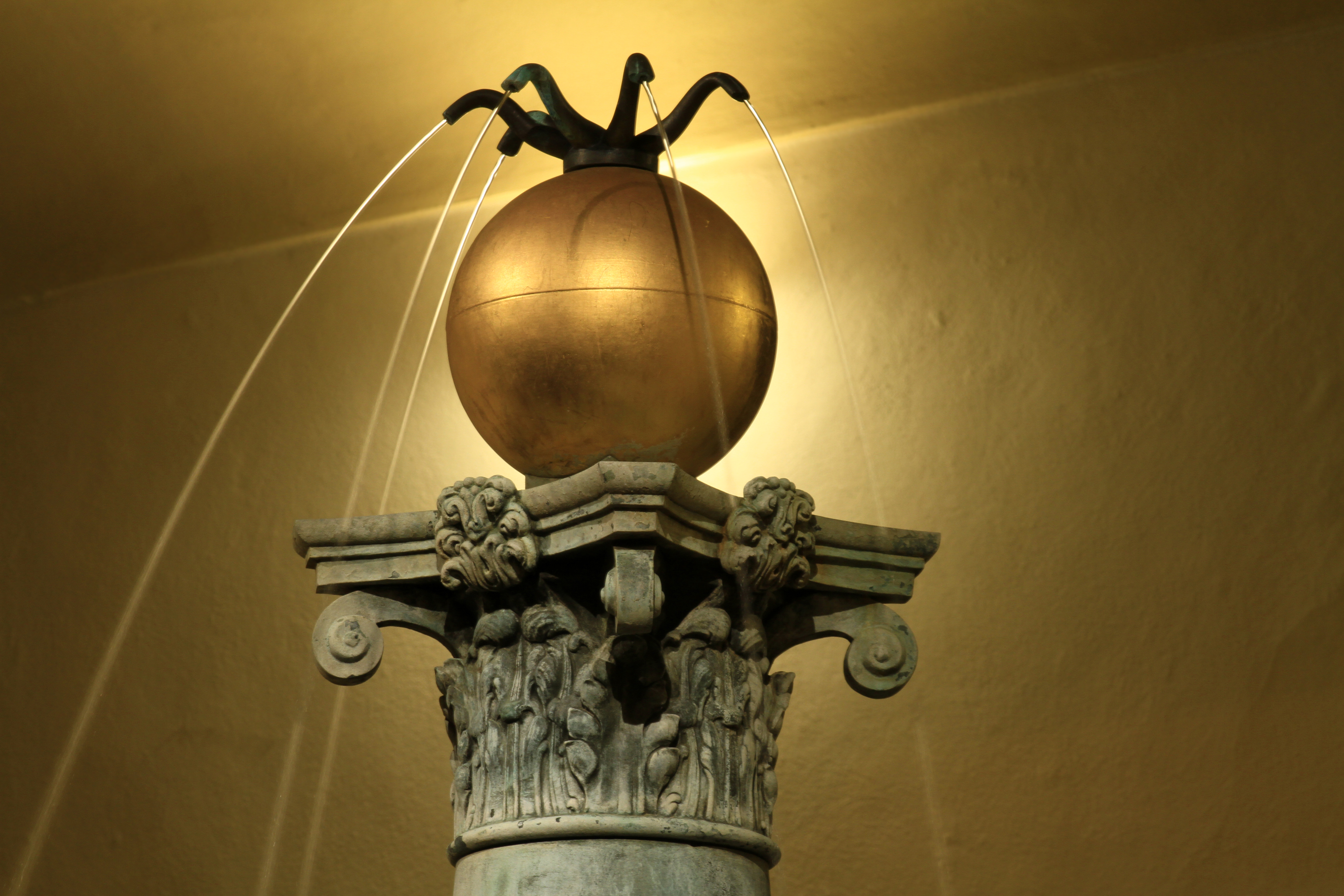
Orlí kašna, detail
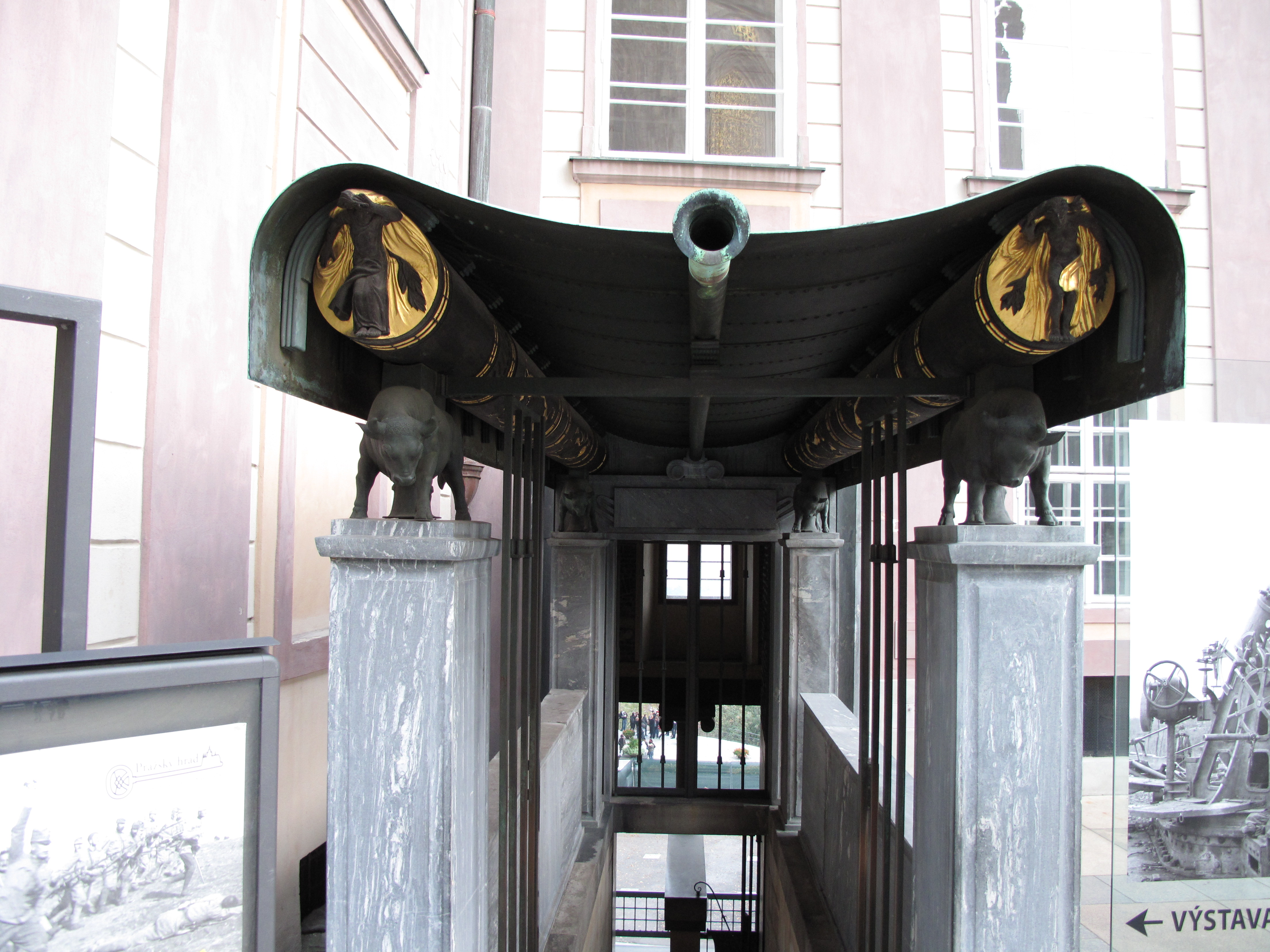
Baldachýn Býčího schodiště, 1929-1931
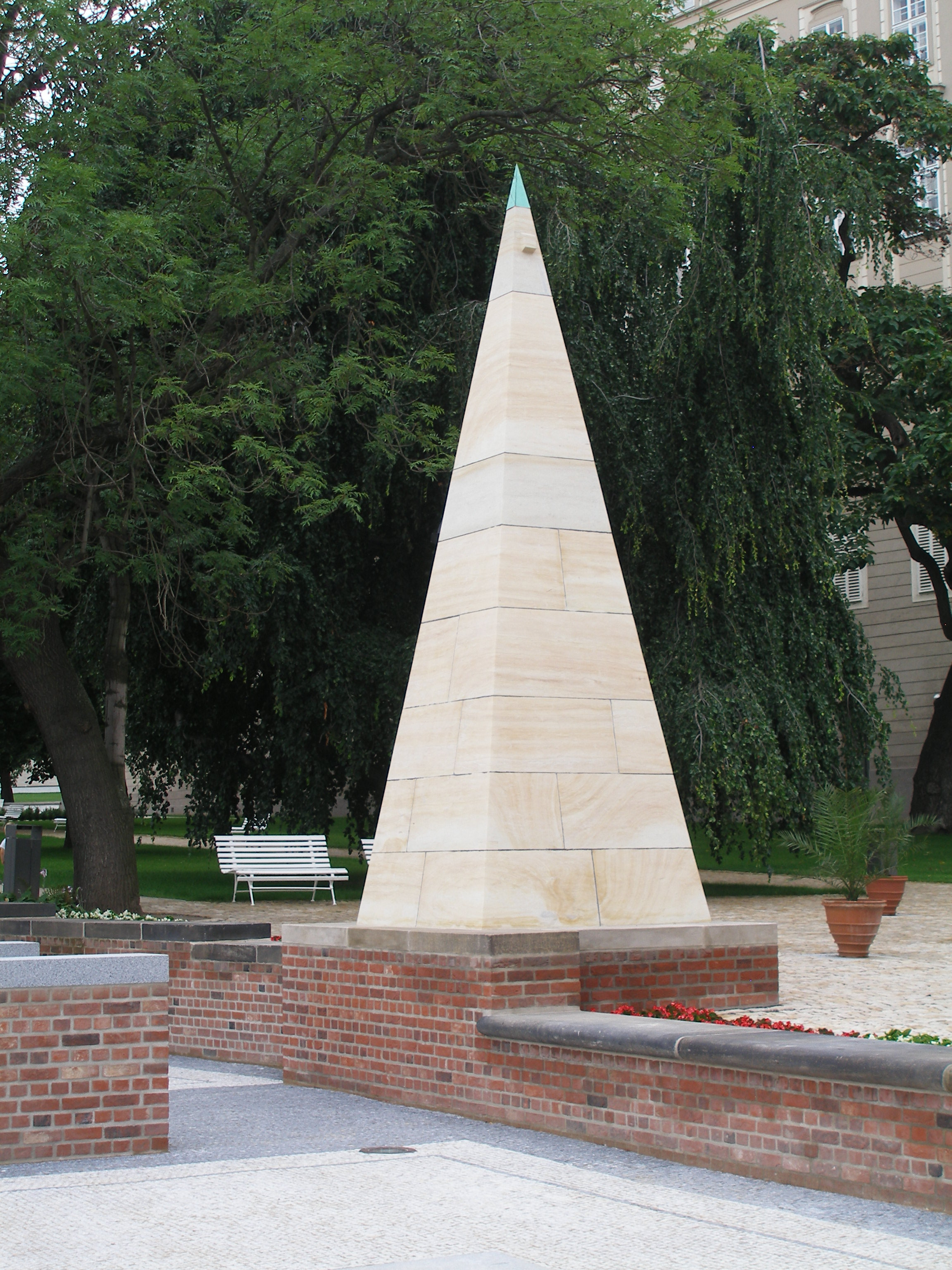
Pyramida u Plečnikovy vyhlídky, 1923-26
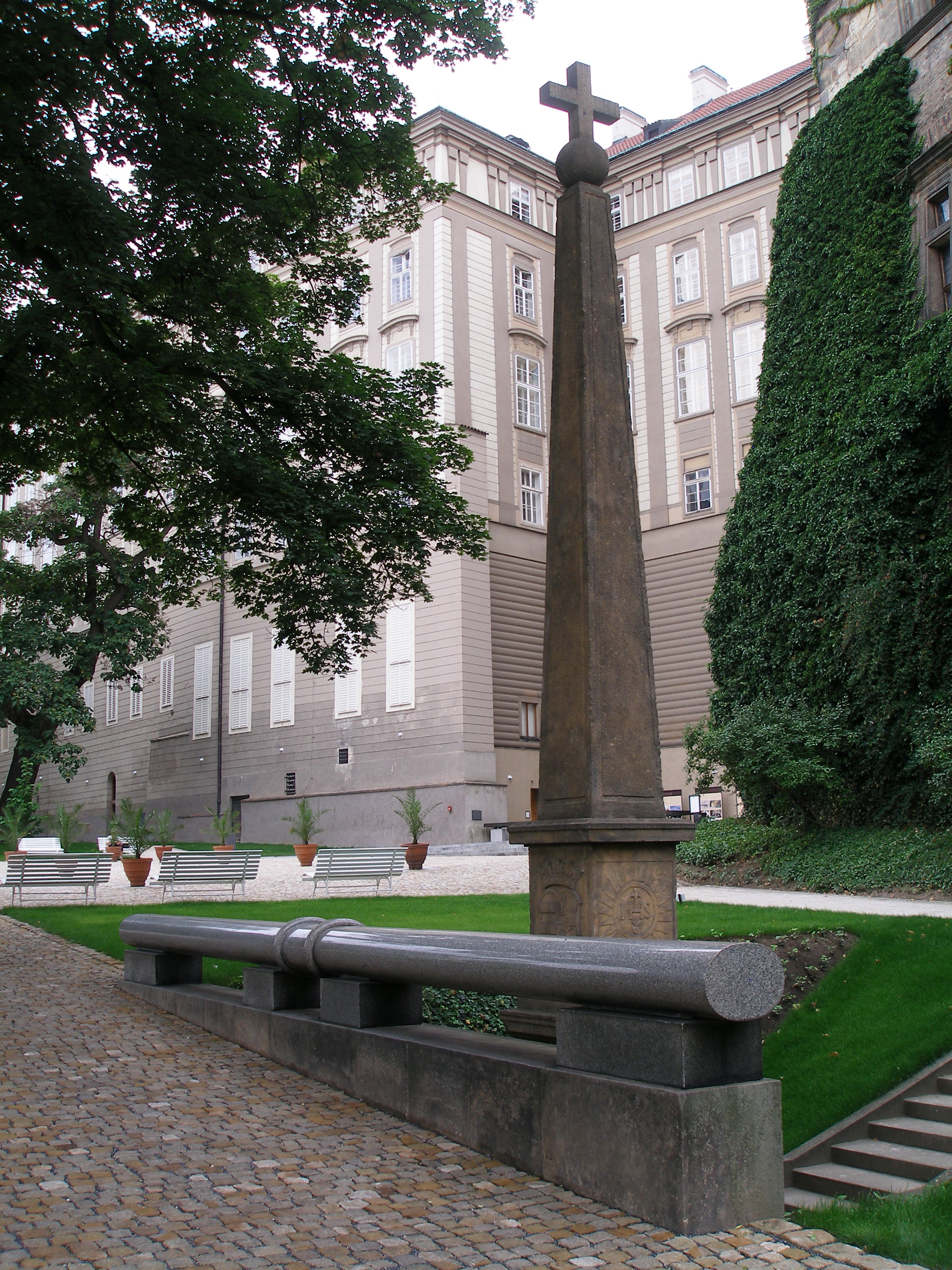
Památník defenestrace, 1925
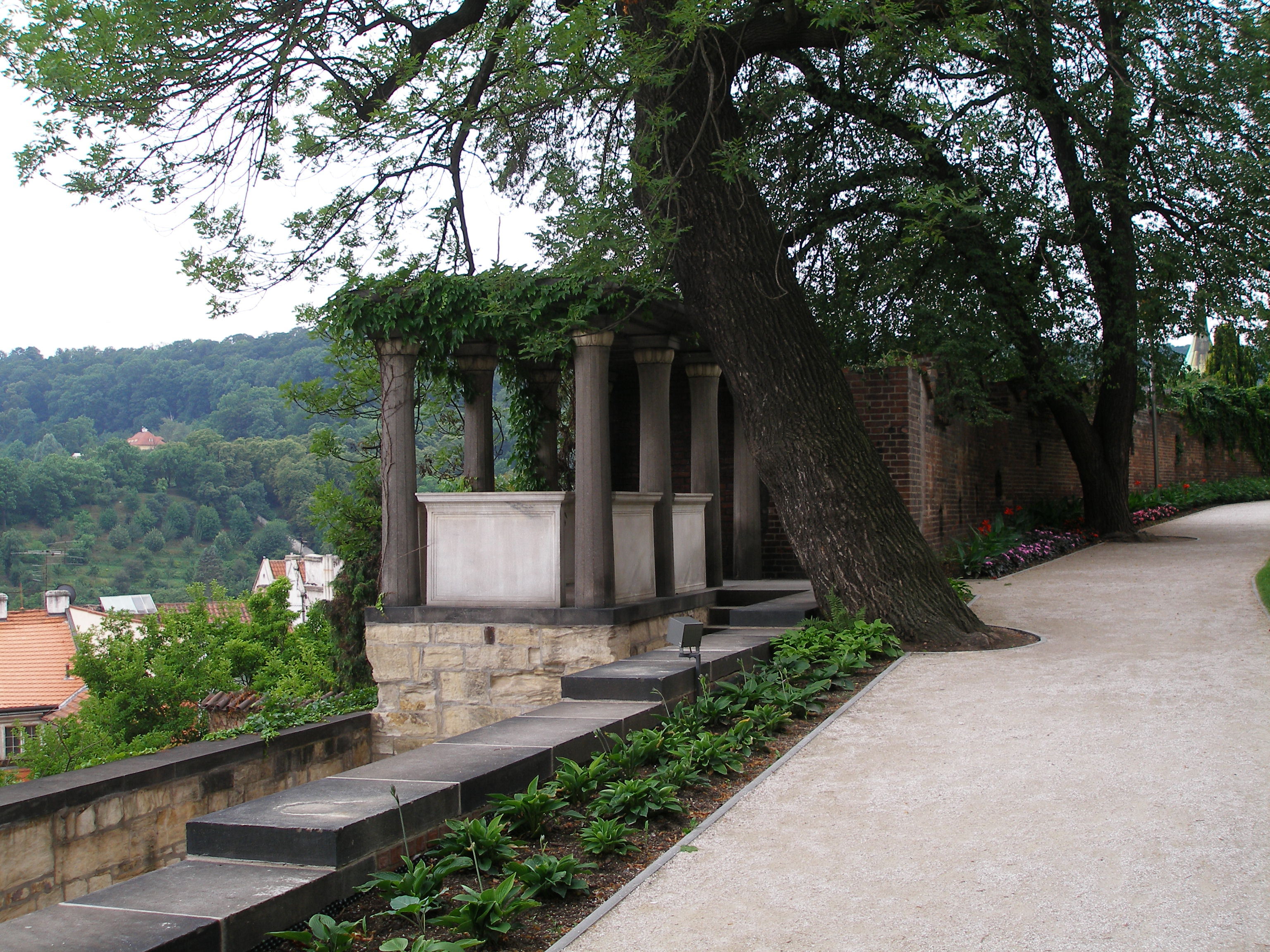
Malý Belveder, 1925-27
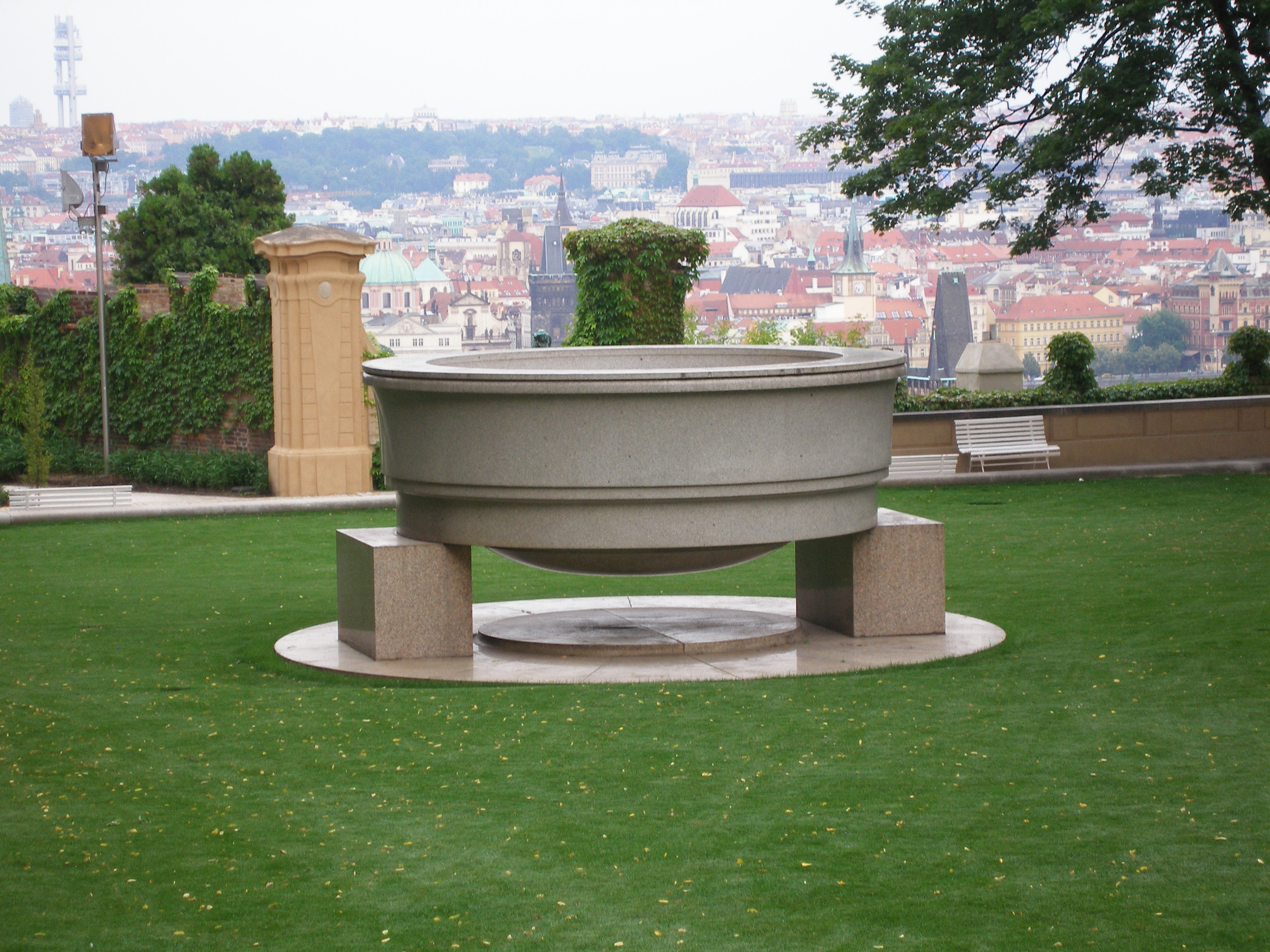
Rajská zahrada, Monolitická mísa, 1923-25
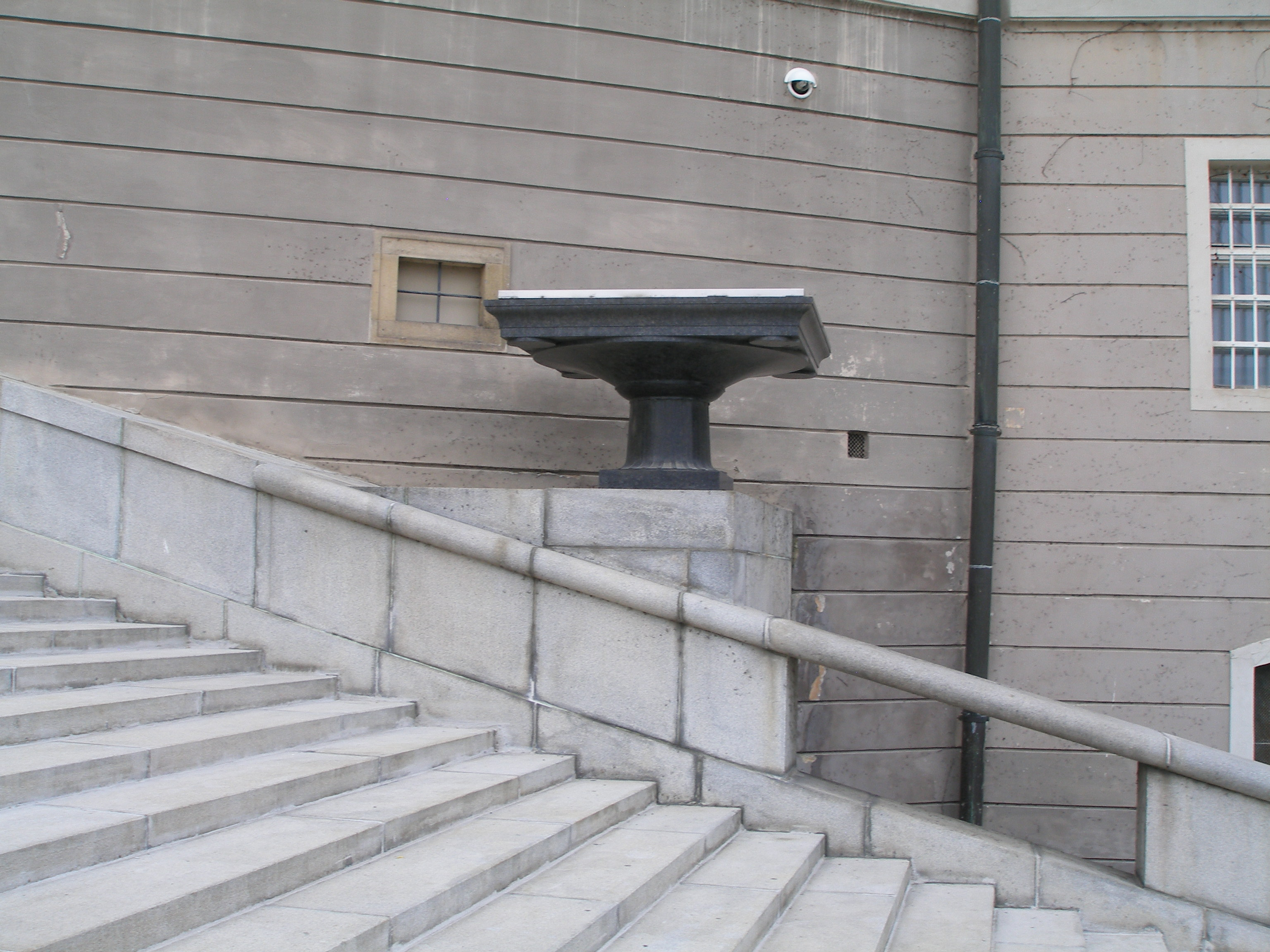
Rajská zahrada, Syenitová váza, 1926
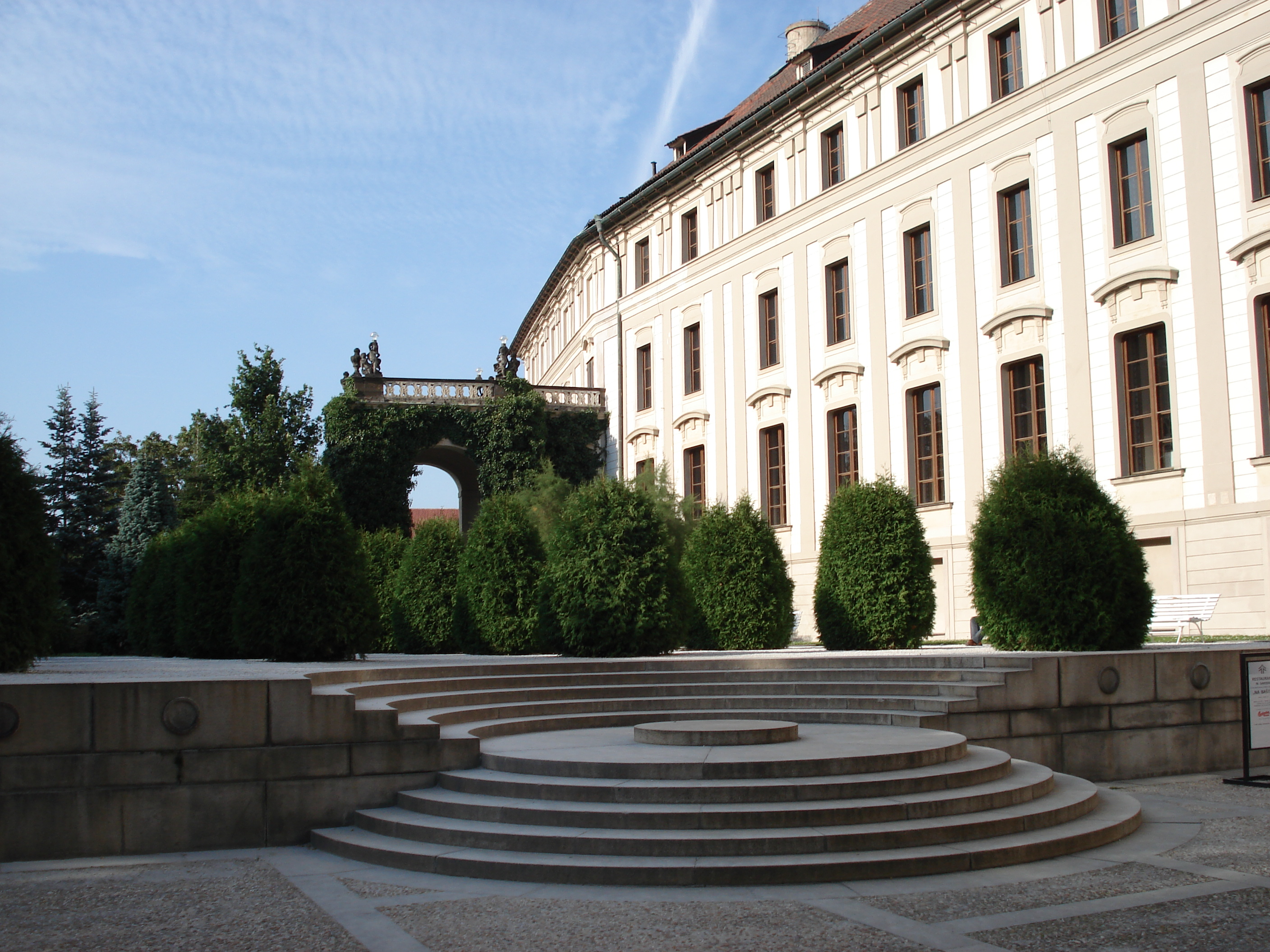
Schodiště mezi IV. nádvořím a Zahradou Na baště, 1930-1932
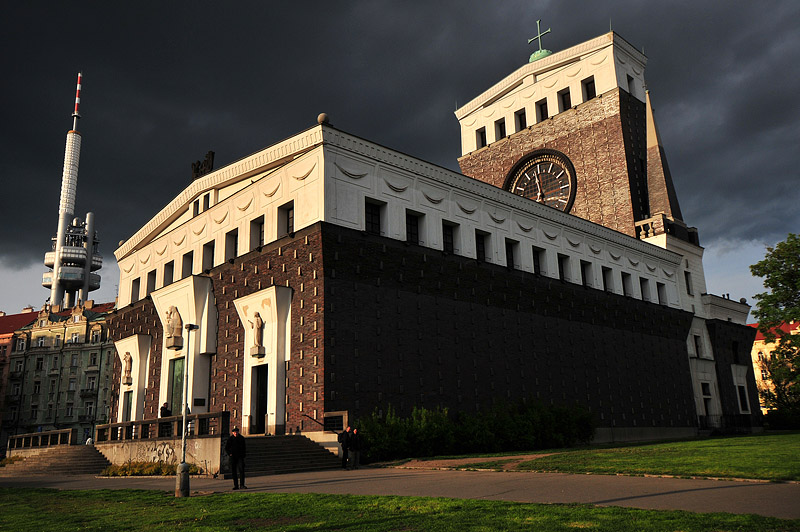
Kostel Nejsvětějšího Srdce Páně na Vinohradech

### Vídeň

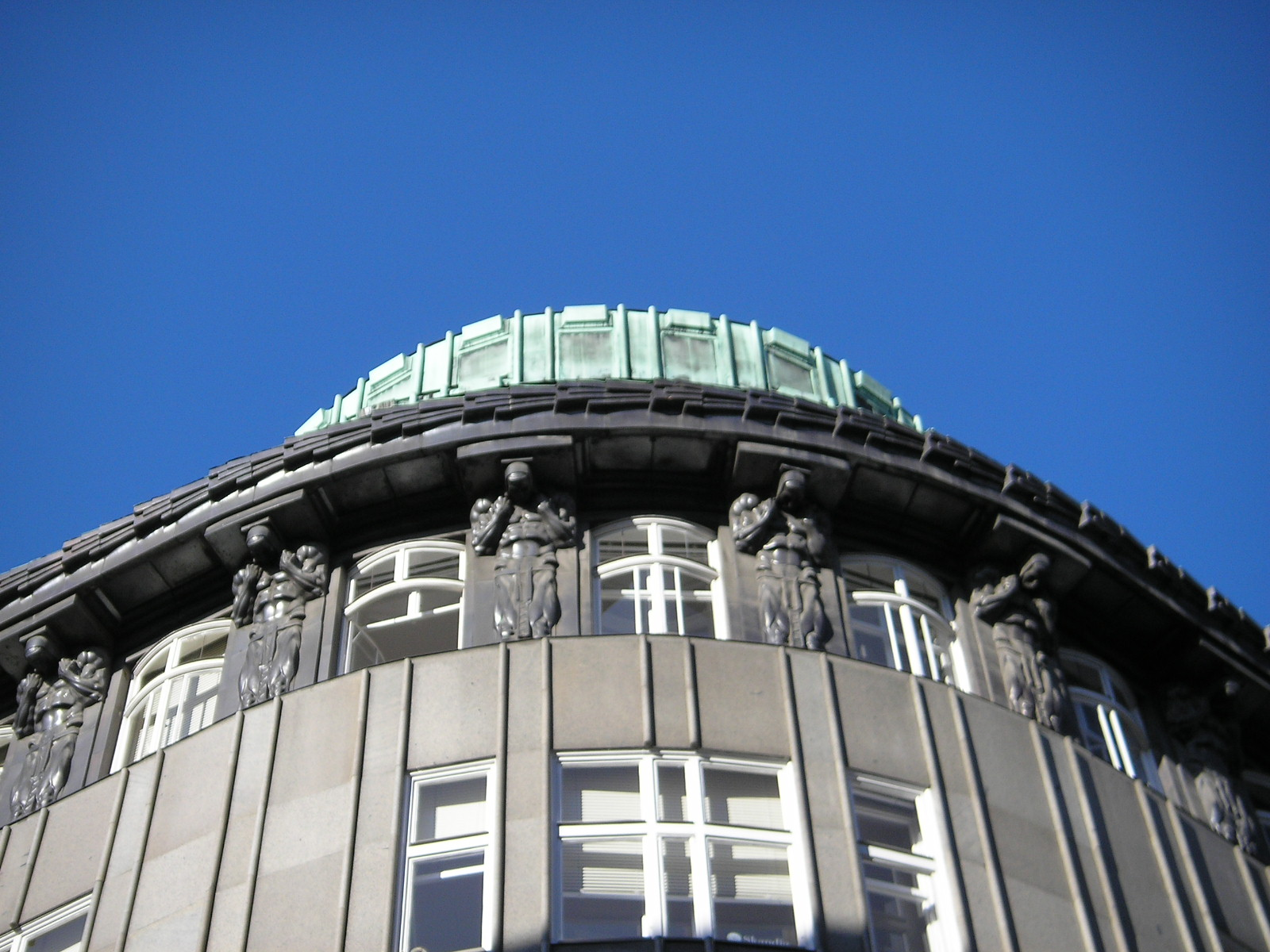
Zacherlův palác
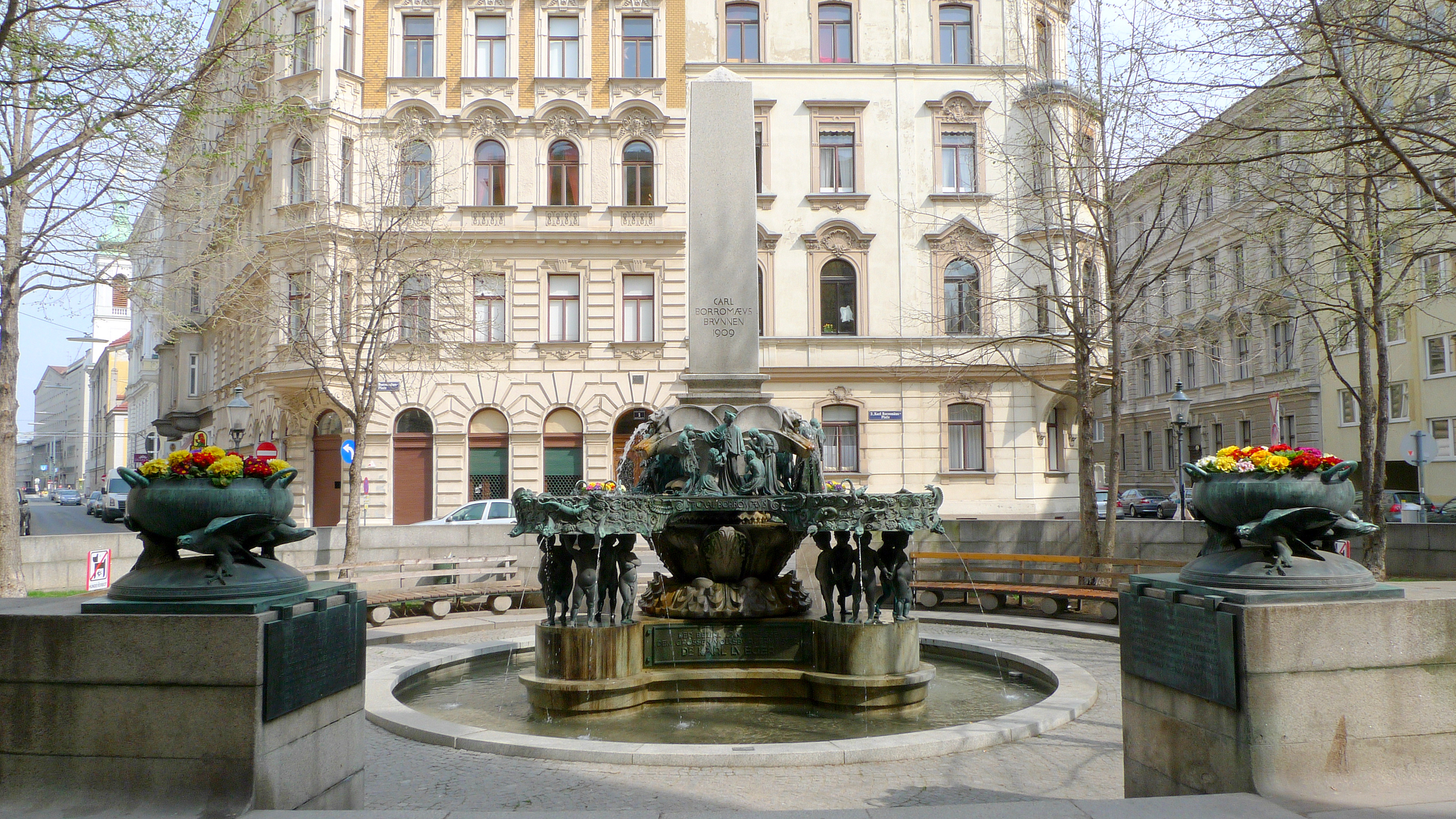
kašna Karla Boromejského
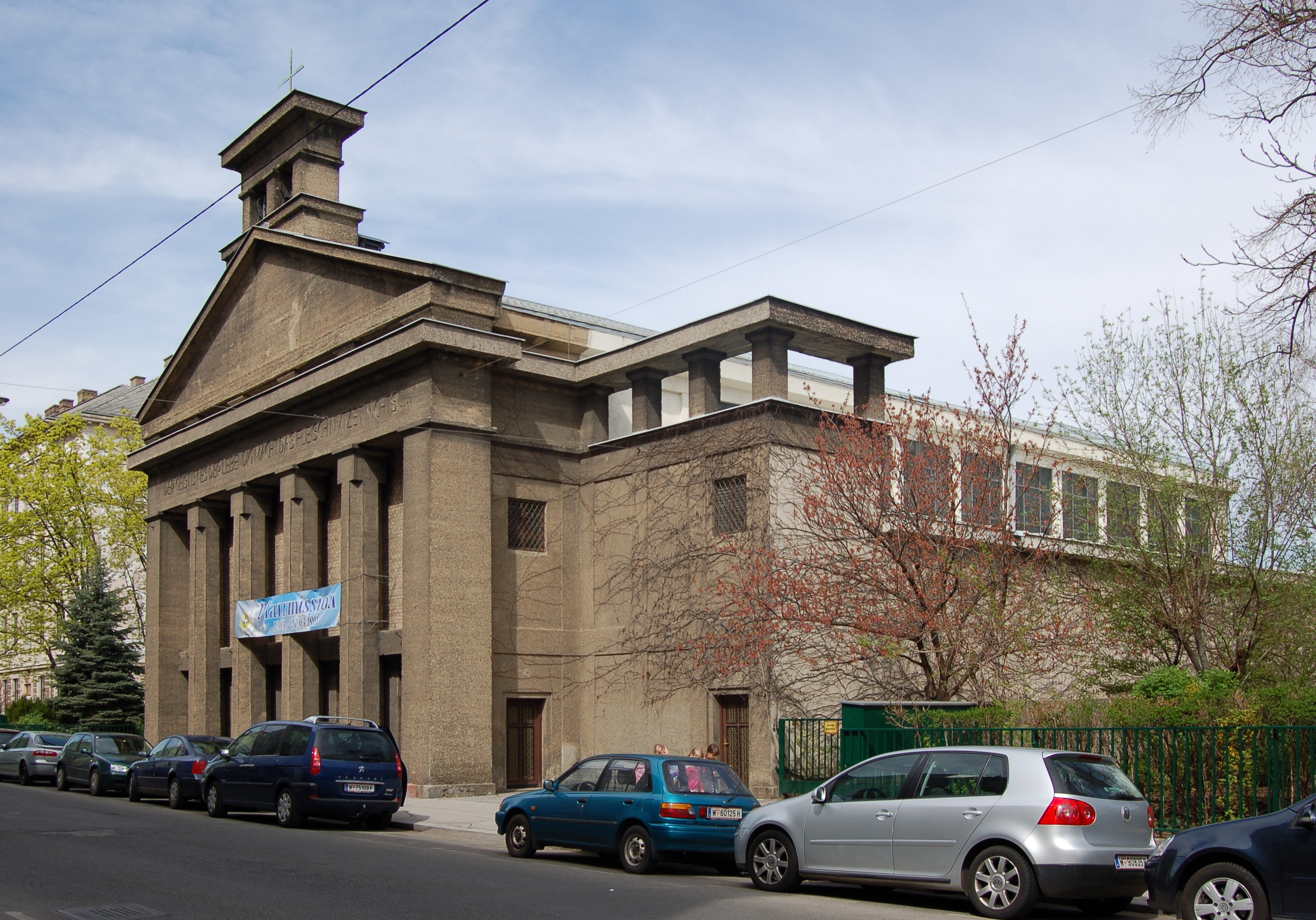
kostel sv. Ducha
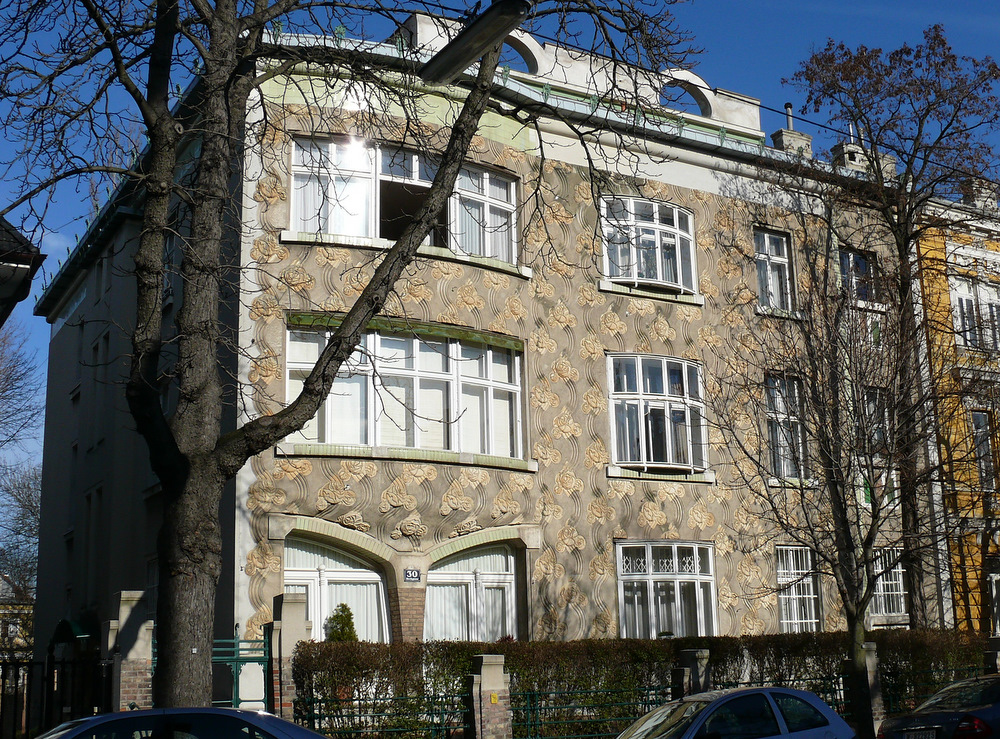
Langerova vila

### Lublaň
- ulice Vegova